# Собор Рождества Пресвятой Богородицы (Сараево)
Собор Рождества Пресвятой Богородицы (серб. Саборна Црква Рођења Пресвете Богородице, сербохорв. Saborna Crkva Rođenja Presvete Bogorodice) — кафедральный собор Дабро-Боснийской митрополии Сербской православной церкви, самая большая православная церковь в Сараеве и одна из самых больших на Балканском полуострове.

## История
Разрешение от турецких властей на постройку новой церкви было получено в 1859 году. В 1859—1862 годах была куплена земля и материалы для постройки. Большую часть денег на постройку собрали сербские купцы из Сараева, во главе с Манойло Йефтемовичем. В качестве символического жеста 556 дукатов было пожертвовано султаном Абдул-Азизом. Также 500 дукатов выделено сербским правительством, 150 — князем Михаилом Обреновичем. Строительство началось в июле 1863 года под руководством архитектора Андрея Дамьянова. Строительство церкви закончено в 1868 году, а колокольни — в 1872 году.
Освящение собора было назначено на май 1871 года. Строящаяся колокольня храма начала возвышаться над многими минаретами города, что вызвало недовольство мусульман. Сорок человек под предводительством сараевского имама Селиха Вилайетовича попытались не допустить этого. Турецкие власти решили арестовать Селиха и его последователей. 6 человек было арестовано, а остальным удалось скрыться. Освящение церкви было отложено на год. Российские дипломаты направили султану ноту протеста в связи с инцидентом.
Летом 1872 года османские власти ввели в город войска, для охраны правопорядка. В качестве демонстрации силы было развёрнуто артиллерийское орудие. 20 июля (1 августа) 1872 года, в присутствии высокопоставленных лиц и дипломатов нескольких стран, митрополит Паисий совершил освящение собора. 
В 1873 году из России было послано ещё 1870 дукатов, для завершения работ и оплаты долгов, а также отправлены мастера для сооружения иконостаса. Во время Первой мировой войны с церкви была снята оловянная кровля и колокола. В 1921 году собор был отремонтирован.
Во время Боснийской войны здание церкви получило повреждения. Богослужения не велись. 
В 1998—1999 годах церковь была отреставрирована при поддержке боснийских и греческих властей. В 2006 году собор был включён в Список национальных памятников Боснии и Герцоговины.

## Архитектура
Собор построен в стиле барокко по проекту Андрея Дамьянова. Длина церкви — 37 метров, ширина — 22,5 метра, высота стен — 15,5 метров, высота малых куполов — 20 метров, высота большого купола — 34 метра. Колокольня имеет размер 7,50 x 4,50 м, высота — 45 метров. Вход в церковь расположен с западной стороны, а апсида — с восточной. Шесть массивных цилиндрических колон, расположенных на расстоянии около 8 м друг от друга, разделяют неф на центральную и две боковые части. Диаметр колонн составляет примерно 90 см.
Иконостас, сделанный русскими мастерами, имеет размер 20 x 15 м и состоит из трёх уровней: первый (13 икон), второй (15 икон), третий (40 икон). Над иконостасом установлен крест.